# Kaszalot spermacetowy
Kaszalot spermacetowy, kaszalot, potwal (Physeter macrocephalus) – gatunek ssaka morskiego z rodziny kaszalotowatych (Physeteridae).

## Taksonomia
Gatunek po raz pierwszy zgodnie z zasadami nazewnictwa binominalnego opisał w 1758 roku szwedzki przyrodnik Karol Linneusz nadając mu nazwę Physeter macrocephalus. Holotyp pochodził z europejskich mórz. Linneusz swój opis oparł na swoim wcześniejszym dziele Fauna Suecia. Jedyny żyjący współcześnie przedstawiciel rodzaju kaszalot (Physeter). 
Autorzy Illustrated Checklist of the Mammals of the World uznają ten gatunek za monotypowy.

### Etymologia
- Physeter: gr. φυσητήρ physetēr „dmuchawa”, od φυσάω physao „dmuchać”[48].
- macrocephalus: gr. μακροκεφαλος makrokephalos „długogłowy”, od μακρος makros „długi”; -κεφαλος -kephalos „-głowy”, od κεφαλη kephalē „głowa”[49].

### Nazewnictwo zwyczajowe
W polskiej literaturze zoologicznej gatunek P. macrocephalus był oznaczany nazwą „kaszalot”. W wydanej w 2015 roku przez Muzeum i Instytut Zoologii Polskiej Akademii Nauk publikacji „Polskie nazewnictwo ssaków świata” gatunkowi nadano nazwę „kaszalot spermacetowy”, rezerwując nazwę „kaszalot” dla rodzaju tych waleni.

## Zasięg występowania
Kaszalot spermacetowy jest gatunkiem niemal kosmopolitycznym, występującym od krawędzi polarnego paku lodowego do równika na półkuli południowej i północnej.

## Morfologia

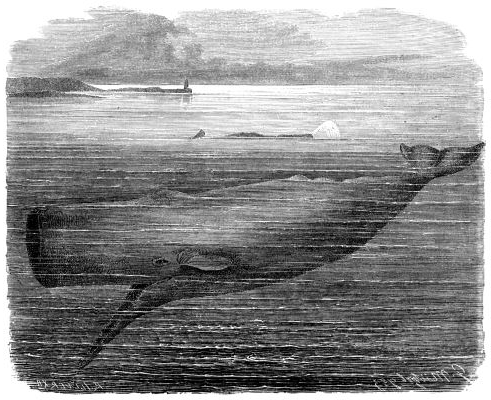
Głowa kaszalota stanowi ok. 1/3 długości jego ciała

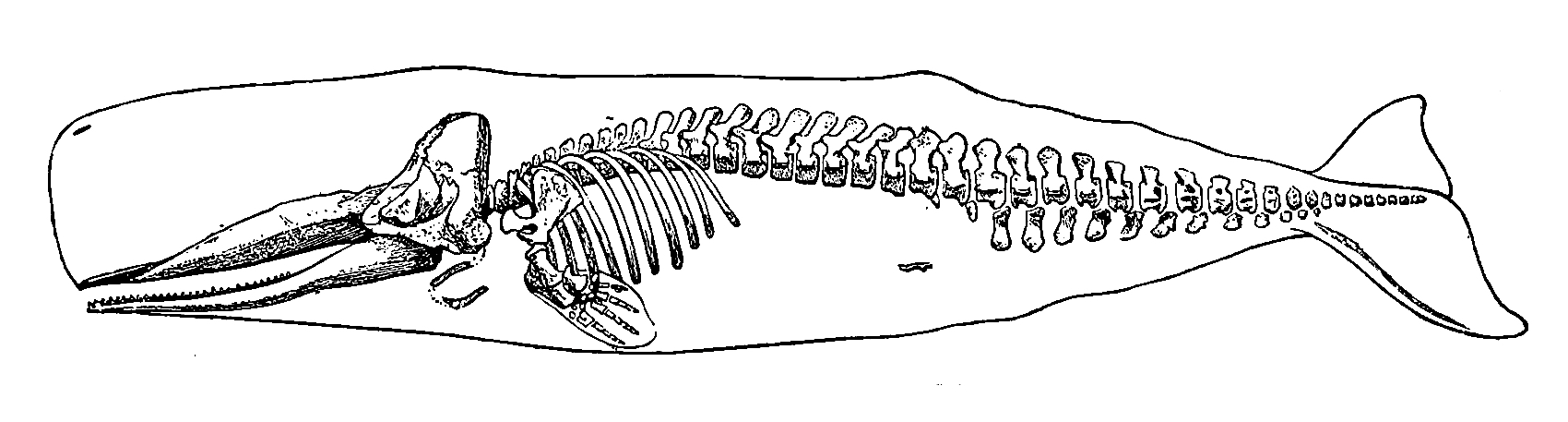
Szkielet kaszalota

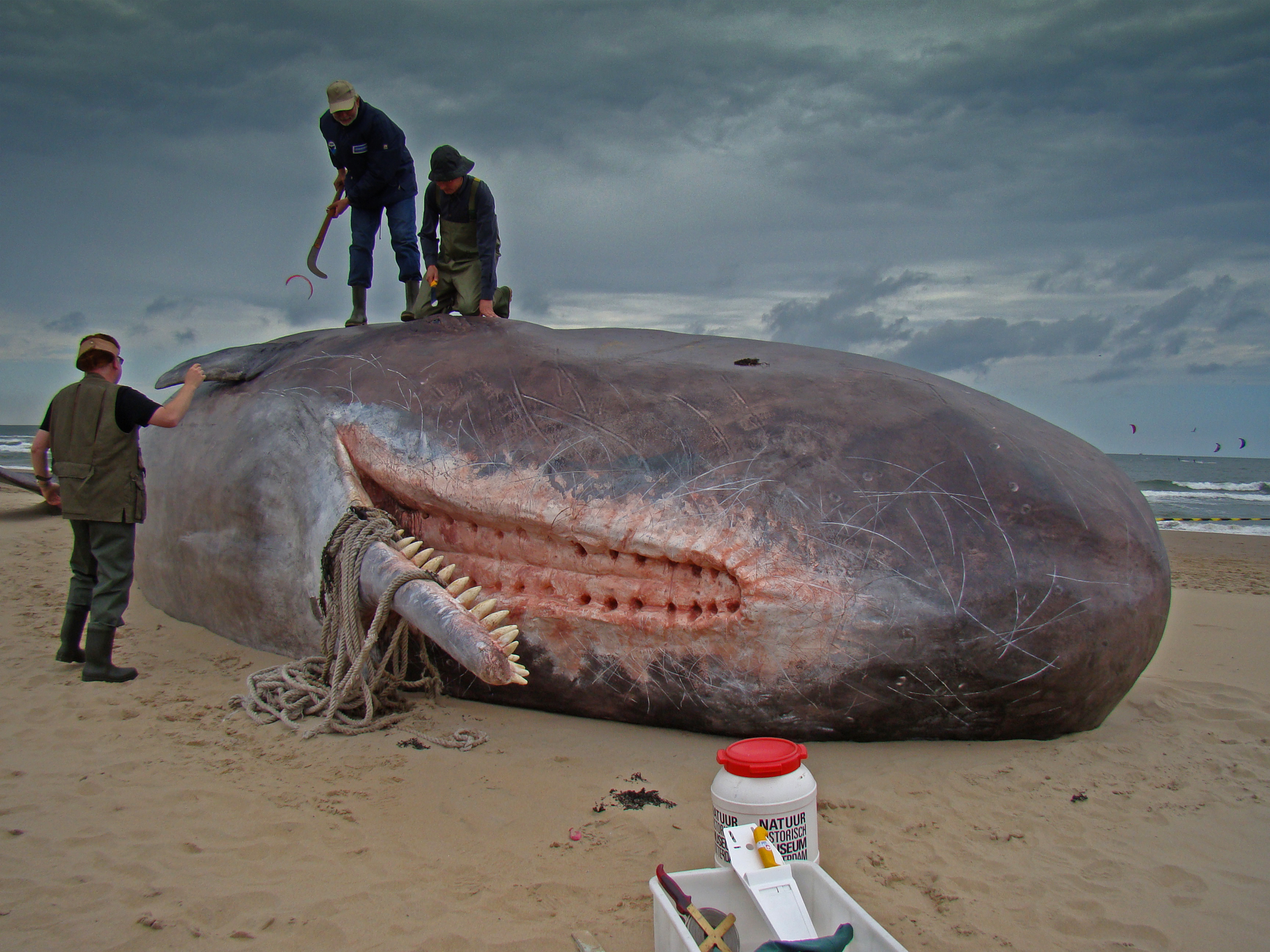
Żuchwa kaszalota jest długa i wąska. Dolne zęby zwierzęcia przy zamknięciu pyska wpasowują się w wydrążenia w szczękach.

Schemat budowy głowy kaszalota.

Długość ciała samic 1040–1250 cm, samców 1520–1920 cm; masa ciała samic do 24000 kg, samców do 70000 kg. Typowe wartości to 1100 cm i 15 000 kg dla samic oraz 1500 cm i 45 000 kg dla samców. U kaszalotów spermacetowych występuje największy dymorfizm płciowy pod względem długości i masy ciała spośród wszystkich waleni. Noworodki osiągają długość ciała około 400 cm przy ciężarze około 1000 kg. Kaszalot charakteryzuje się wielką głową, rozszerzoną na końcu pyska i stromo ściętą. Otwór wytryskowy znajduje się u niego z przodu głowy z lewej strony. Zęby duże, stożkowate, w liczbie 50. W szczęce znajdują się szczątkowe zęby pokryte dziąsłami, a w żuchwie osadzony jest szereg jednakowej wielkości stożkowatych zębów, wykorzystywanych kiedyś przez marynarzy do rzeźbienia, tzw. scrimshaw. Duża prostokątna głowa może u dorosłych osobników stanowić nawet 1/3 długości ciała. Płetwy piersiowe małe, płetwy grzbietowej brak, potężna pozioma płetwa ogonowa ma rozpiętość do 6 metrów. Kolor ciemnoszary lub szary, na brzuchu jaśniejszy. U starszych osobników liczne blizny na skórze. W specjalnych komorach między kośćmi czaszki i w workach podskórnych znajduje się oleista masa, zwana spermacetem albo olbrotem, która była używana na skalę przemysłową, używano jej kiedyś do sporządzania m.in. plastrów, szminek i kremów. W jelitach chorych i zdechłych kaszalotów występuje szarobrunatna masa, zwana ambrą, niezwykle cenna ze względu na aromat, który czynił ją pożądanym surowcem w przemyśle perfumeryjnym. W tylnej połowie ciała na grzbiecie znajduje się nieruchoma płetwa tłuszczowa. Kończyny piersiowe stosunkowo niewielkie, osadzone są z tyłu za oczami, na ich powierzchni górnej można rozpoznać 5 podłużnych fałd, odpowiadających 5 palcom. Płetwa ogonowa jest dwupłatowa, niezbyt głęboko wcięta. Ciało pokryte gładką, ciemną, prawie czarną skórą, często z licznymi bliznami pozostałymi po walkach z innymi kaszalotami lub spotkaniach z olbrzymimi głowonogami. Pod skórą znajduje się gruba warstwa tkanki tłuszczowej, mięśnie żylaste.

## Ekologia

### Pożywienie
Potrafi sprawnie i szybko nurkować na duże głębokości – w pościgu za ulubionymi kałamarnicami – nawet do 1,5 kilometra (co stanowi drugi wynik dla gromady ssaków po zyfii gęsiogłowej). Jest jednym z najgłębiej nurkujących wielorybów. Udało się to określić wtedy, gdy płynący wzdłuż dna wieloryb zaczepił żuchwą i przerwał kabel transatlantycki na głębokości 1134 m (wydobyto go wraz z kablem). Kaszaloty żywią się głównie głowonogami, ale również rybami i płetwonogimi. Ten wielki drapieżnik może atakować również 3-metrowe rekiny. Jego ulubioną ofiarą jest kałamarnica olbrzymia, w której poszukiwaniu kaszaloty nurkują na znaczne głębokości. W żołądkach niektórych kaszalotów znaleziono dzioby gigantycznych kalmarów żyjących na dużych głębokościach (rekordzista miał w żołądku około 18 tysięcy dziobów), ale dominowały tam pozostałości metrowych ośmiornic.

### Rozród
Dojrzałość płciową samce osiągają po dojściu do 11–12 m dł., samice po osiągnięciu 8–9 m; ciąża trwa 14–15 miesięcy, po czym na świat przychodzi jedno młode.

### Zachowanie
Kaszaloty zamieszkują głównie morza ciepłe. Prowadzą koczowniczy tryb życia. W lipcu rozdzielają się płciami. Samce można wówczas obserwować u wybrzeży np. Norwegii w okolicach Lofotów. W tym samym czasie samice mogą przebywać w okolicach Morza Karaibskiego. Kaszaloty zwykle trzymają się niewielkimi stadkami, pływają bardzo szybko. Co 45 do 55 minut kaszalot wynurza się nad powierzchnię wody dla zaczerpnięcia oddechu, wyrzuca wtedy przy wydechach strumień rozgrzanego powietrza na wysokość 1 m.
Po kilkudziesięciu wdechach i wydechach kaszalot zanurza się ponownie pod wodę. Po liczbie wdechów doświadczony wielorybnik potrafił ocenić, na jak długo zwierzę zamierza się zanurzyć. Samica rodzi jedno młode, które karmi mlekiem. Matka w czasie karmienia kładzie się na boku, tak by młode mogły się przyssać kątami pysków.
Spośród wszystkich żyjących obecnie na Ziemi zwierząt, kaszalot ma największy mózg oraz wydaje najgłośniejszy dźwięk (rodzaj klikania). Przypuszcza się, że dźwięki te umożliwiają echolokację, niezbędną podczas zanurzeń na pozbawione światła głębokości.

Formacja kaszalotów osłaniających cielę lub osobnika rannego.

Kaszaloty wykazują rozwinięte zachowania społeczne. Tworząc odpowiednią formację osłaniają cielęta lub osobniki osłabione. Zaobserwowano także przygarnięcie przez stado kaszalotów upośledzonego fizycznie delfina butlonosego.

## Status zagrożenia
W Czerwonej księdze gatunków zagrożonych Międzynarodowej Unii Ochrony Przyrody i Jej Zasobów został zaliczony do kategorii VU (ang. vulnerable „narażony”). Polowania na kaszaloty, zakazane w 1982 roku, kontynuowano w tradycyjny sposób na Azorach jeszcze przez 2 kolejne lata.

## Galeria

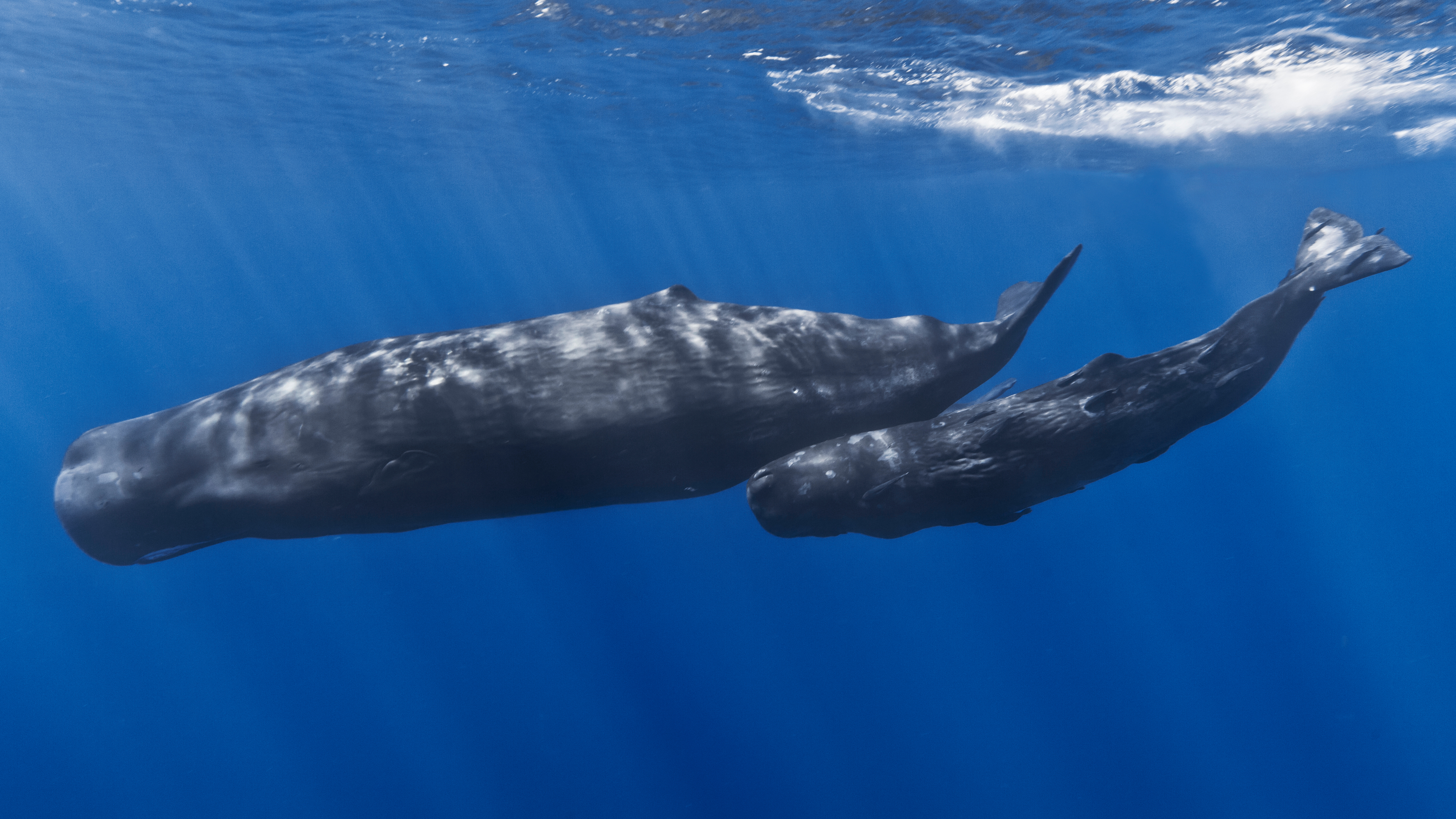

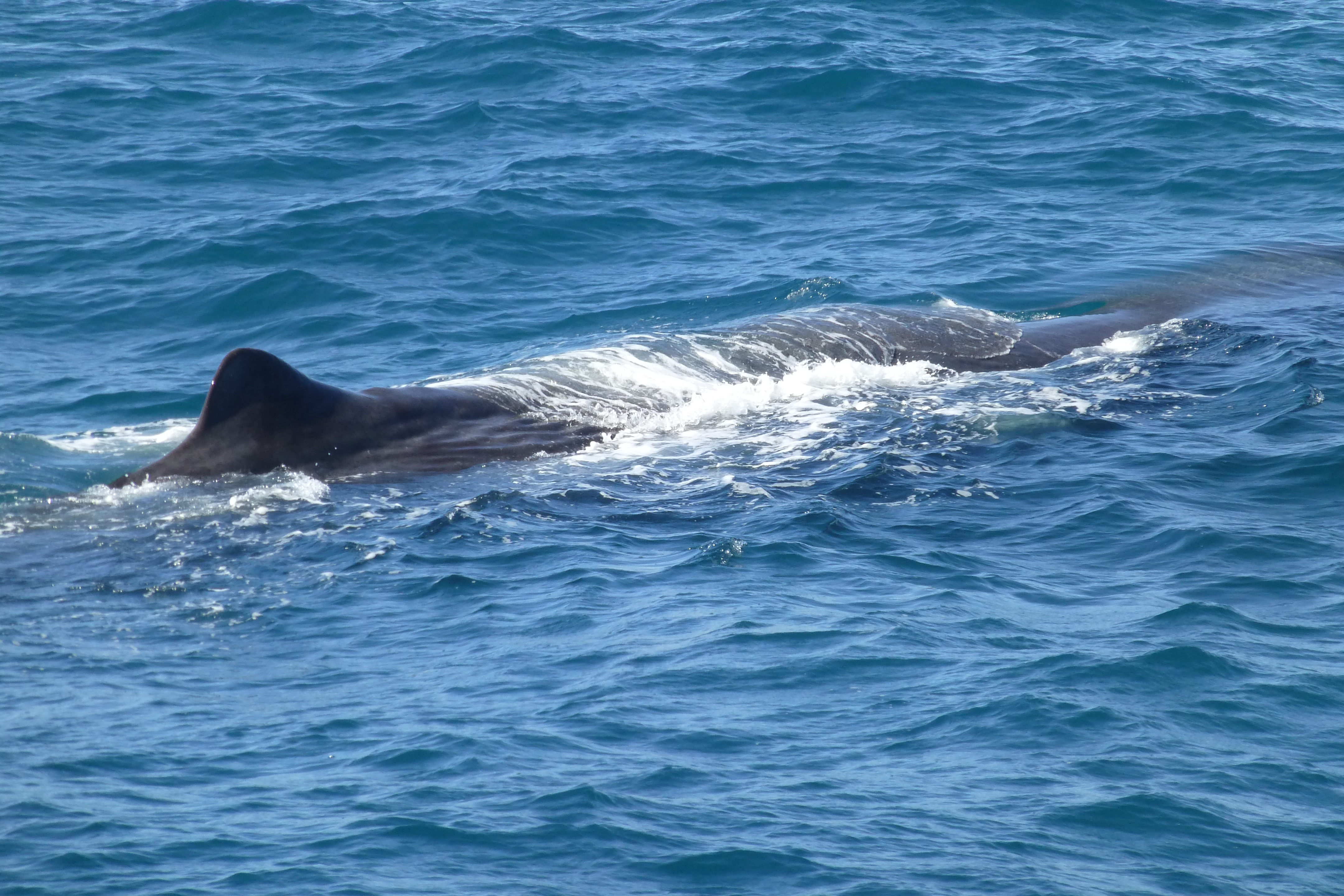

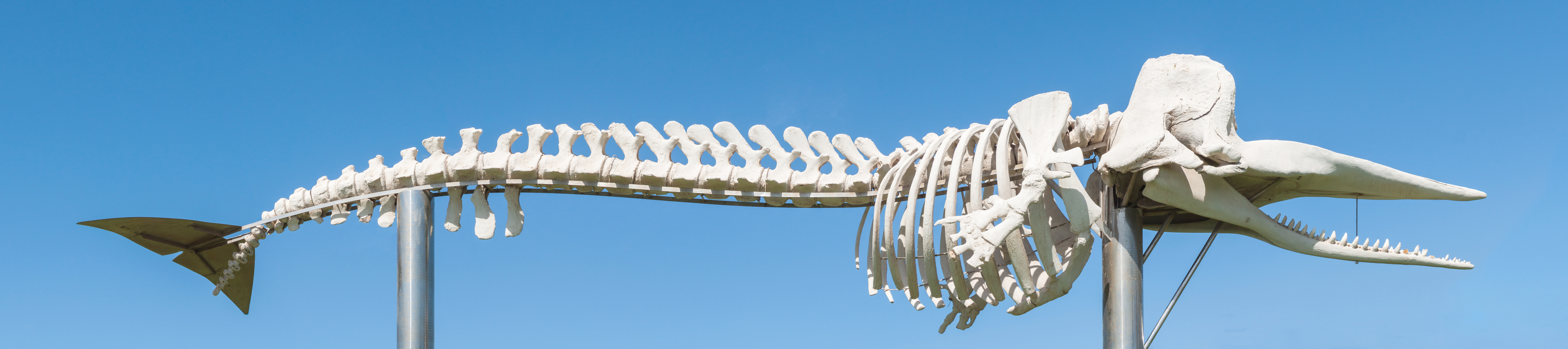